# Территориальное аббатство Веттинген-Мерерау
Территориальное аббатство Веттинген-Мерерау  или Территориальное аббатство Maris Stallae  (лат. Abbatia territorialis Beatae Mariae Virginis de Maris Stella et de Augia Majore) — территориально-административная единица Римско-католической Церкви на уровне епархии, руководимая аббатом одноимённого цистерцианского монастыря и подчиняющаяся непосредственно Святому Престолу.

## История

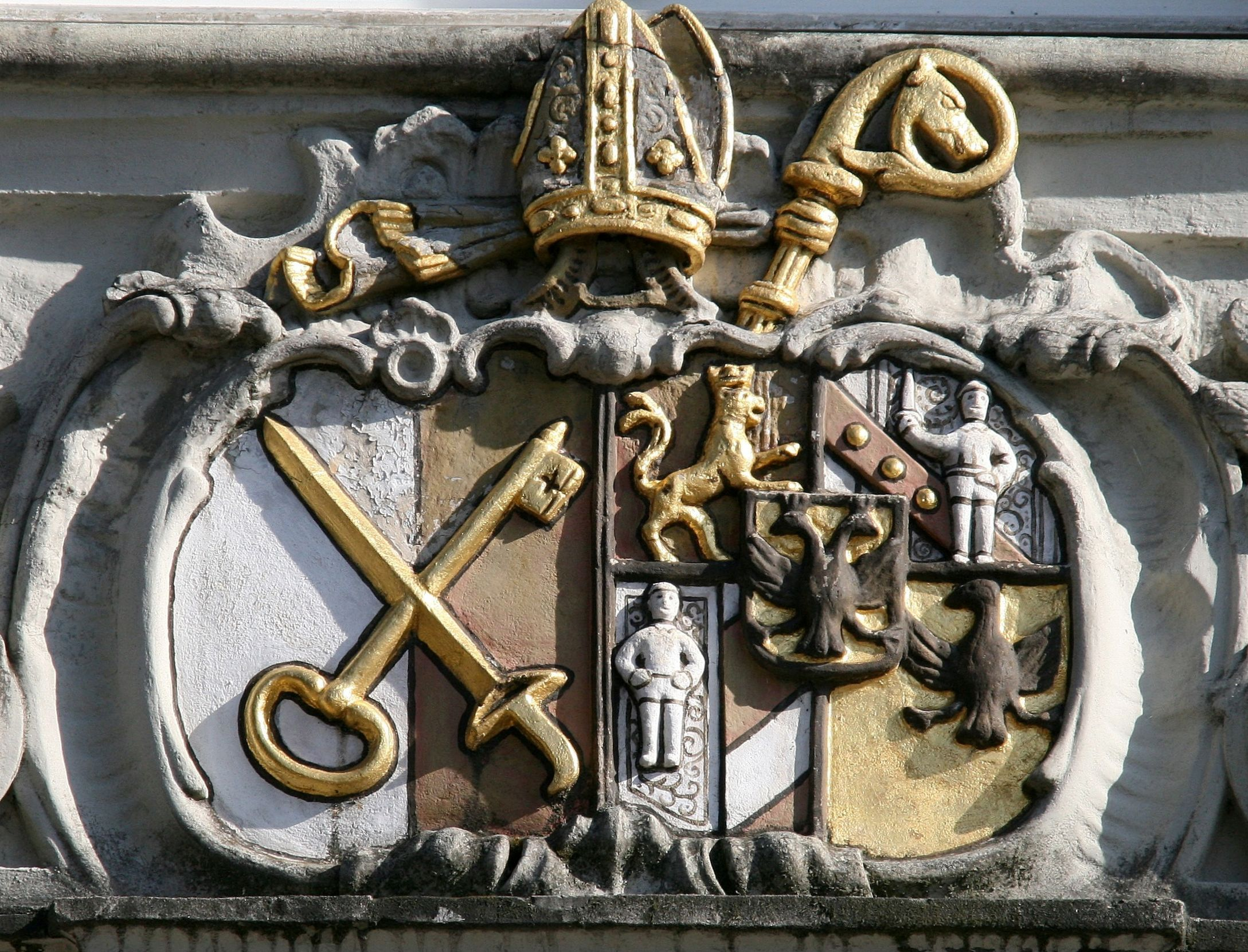
Герб аббатства

Территориальное аббатство Веттинген-Мерерау основано на территории бывшего бенедиктинского монастыря Мерерау, упразднённого в результате секуляризации в 1805 г.
С разрешения императора Франца Иосифа I здесь после 1850 г. нашли прибежище цистерцианские монахи из закрытого в 1841 г. швейцарского монастыря Веттинген в кантоне Аргау. 18 октября 1854 года аббатство было открыто заново под названием Веттинген-Мерерау.
В 1888 г. аббатства Веттинген-Мерерау и Мариенштатт вышли из состава Австрийской конгрегации, и совместно с подчинёнными Веттинген-Мерерау женскими монастырями в Швейцарии, образовали собственную Конгрегацию Мерерау.
В 1919 г. аббатство Веттинген-Мерерау приобрело расположенную недалеко от немецкого города Иберлинген паломническую церковь Бирнау и замок Маурах, которые административно образовали приорат Бирнау (prioratus simplex). После пожара 1979 г. Маурах был продан баден-вюртембергскому земельному банку L-Bank, в то время как Бирнау и сегодня продолжает находиться под управлением аббатства.
В Мерерау аббатству принадлежат также санаторий и восьмилетняя гимназия-интернат Collegium Bernardi. Кроме прочего монастырь активно занят в сельском и лесном хозяйстве региона.

## Санаторий Мерерау

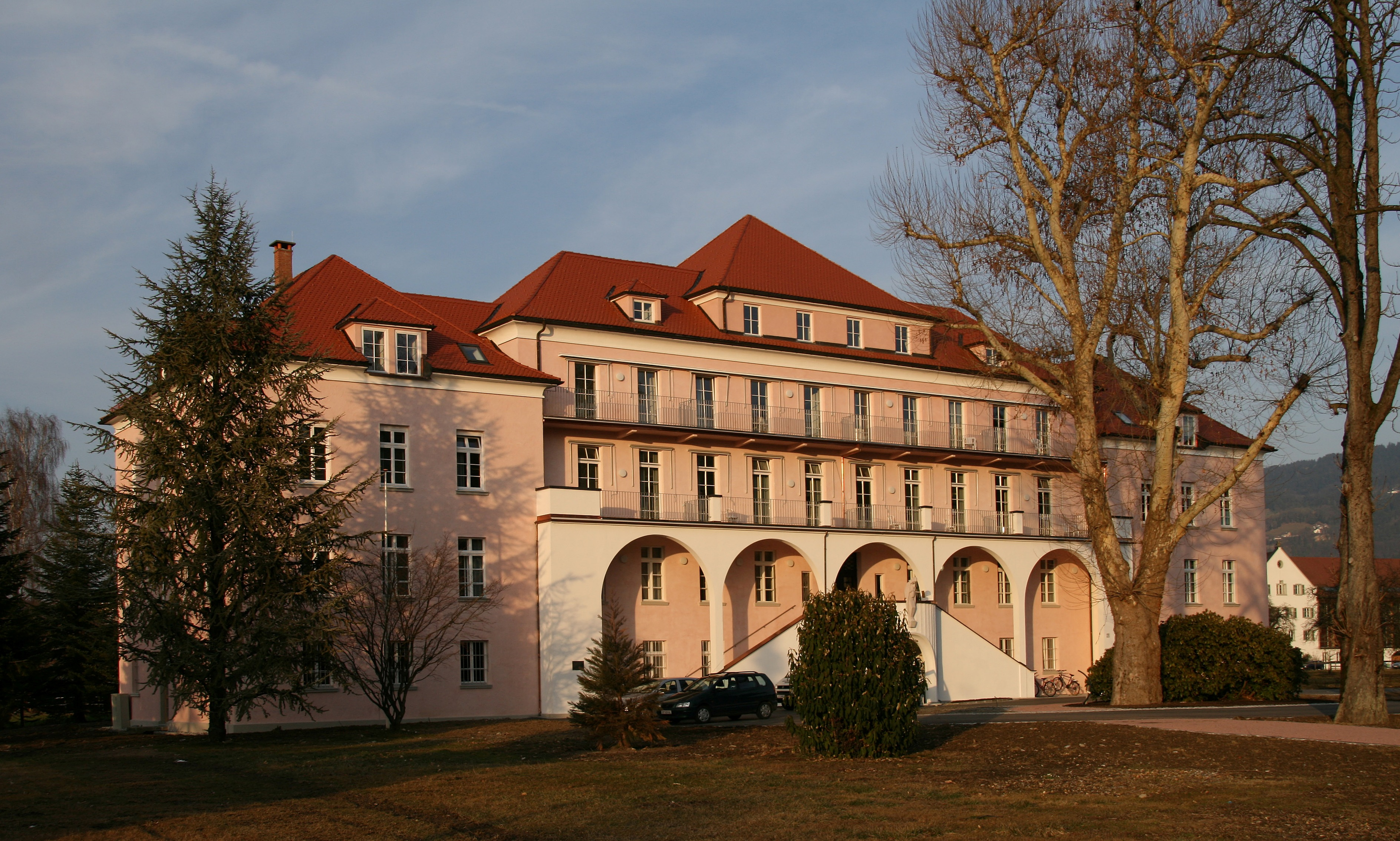
Санаторий Мерерау (архитектор Клеменс Хольцмайстер, 1923)

Санаторий на территории аббатства был построен в 1922-1923 гг. (проект Клеменса Хольцмайстера) и был открыт в 1923 году. Целебные источники использовались до 1935 года, пока не высохли из-за падения уровня грунтовых вод.

## Источник
- Annuario Pontificio, Libreria Editrice Vaticana, Città del Vaticano, 2003, ISBN 88-209-7422-3